# Bill MacCormick
William MacCormick, detto Bill (Londra, 15 aprile 1951), è un bassista e compositore britannico. Fu uno dei componenti dei Matching Mole di Robert Wyatt, band della scena di Canterbury, e di altri gruppi di rock progressivo, tra cui i Quiet Sun e gli 801 di Phil Manzanera.

## Biografia

### Inizi
Nel 1966 conosce Robert Wyatt, figlio di una collega di sua madre, ed inizia a frequentarne la casa, dove si fa una cultura sul jazz e presenzia ai provini dei Soft Machine, di cui Robert è batterista.
Nel 1968 comincia a cantare nella band Pooh and the Ostrich Feather, formata con i compagni del Dulwich college di Londra Phil Manzanera e Charlie Hayward, era questo il primo nucleo di quelli che sarebbero diventati i Quiet Sun. All'inizio canta e suona la batteria, ma ben presto si converte al basso; dopo gli inizi all'insegna della psichedelia, il gruppo si dedica al rock progressivo.
Durante uno dei concerti dei Pooh and the Ostrich Feather, Wyatt ha modo di apprezzare il talento di Bill al basso. Nel 1970 la band cambia il nome in Quiet Sun. Alcuni dei testi del gruppo vengono scritti da Ian MacCormick, fratello di Bill, che in seguito diventerà un famoso critico musicale con lo pseudonimo Ian MacDonald.
Nel 1971 registrano per la Warner Bros. Records, ma non riescono a farsi mettere sotto contratto e subito dopo si sciolgono.

### I Matching Mole
Manzanera entra nei Roxy Music e Bill nei Matching Mole, la nuova band di Wyatt che ha appena lasciato i Soft. La formazione è completata da Dave Sinclair, appena uscito dai Caravan, alle tastiere, e da Phil Miller degli Hatfield and the North alla chitarra.
L'album di esordio del 1972, che prende il nome del gruppo, Matching Mole, è una perla del rock di Canterbury ed è incentrato sulle composizioni e improvvisazioni di Robert, tra tutti i brani spicca O Caroline canzone d'amore firmata Sinclair-Wyatt.
Durante il tour europeo che segue MacCormick viene cercato dai Roxy Music per rimpiazzare il bassista che se ne era andato, ma impegnato nel tour e in vista del nuovo disco Matching Mole, declina l'offerta.
Il secondo lavoro, Little Red Record, esce nello stesso anno e si mantiene sugli alti livelli artistici del primo, MacCormick firma due dei nove pezzi. Viene prodotto da Robert Fripp e Brian Eno partecipa in un solo brano al sintetizzatore.
In ottobre Wyatt scioglie il gruppo e MacCormick fa dei provini con i Gong in Francia, ma le difficoltà di comunicazione dovute all'uso del francese lo fanno desistere e tornare a Londra. Nel 1973 è pronta la nuova rivoluzionata formazione dei rinati Matching Mole, oltre a Bill e Wyatt entrano nella formazione Gary Windo e Francis Monkman, ma il progetto non va in porto: Wyatt è vittima di un pauroso incidente che gli paralizza le gambe, curiosamente MacCormick il giorno successivo viene ricoverato con l'appendicite.
I successivi 18 mesi li trascorre lontano dall'ambiente musicale e nel 1973 si iscrive al Liberal Party.
Unica parentesi di questo periodo è la partecipazione nel 1973 in due brani del disco di esordio come solista di Brian Eno, Here Come the Warm Jets.

### Collaborazioni con Phil Manzanera
Verso la fine del 1974 Manzanera invita MacCormick ad incidere in studio. Si tratta di due dischi che vengono registrati nello stesso periodo: l'album d'esordio come solista di Manzanera, Diamond Head, e il primo ed unico album dei riformati Quiet Sun, Mainstream, in cui Bill canta oltre a suonare il basso. I brani del disco sono quelli composti prima che la band si sciogliesse nel 1971, e vengono ora registrati con la partecipazione di Brian Eno al sintetizzatore e agli arrangiamenti.
Nei successivi quattro anni MacCormick suonerà nei primi album da solista di Manzanera e in quelli della band che lo stesso chitarrista mette in piedi, gli 801. In questi lavori oltre che suonare il basso Bill contribuisce firmando diversi testi e musiche.
Nel 1975 partecipa all'album di Wyatt Ruth Is Stranger Than Richard, mentre nel 1977 e nel 1978 suona rispettivamente in Before and After Science e Music for Films di Brian Eno.

### Fine della carriera musicale
Nel 1978 forma, insieme a due altri ex studenti del Dulwich college, i Random Hold, che nell'arco di tre anni pubblicano un EP e due album. Dopo un tour americano in cui facevano da spalla a Peter Gabriel, nel 1981 MacCormick lascia il gruppo per insanabili attriti con uno degli altri componenti.
Finisce praticamente qui l'avventura musicale di Bill MacCormick, se si eccettua un assolo di basso nella canzone Wish You Well, un tributo al fratello di Bill, Ian MacCormick, dell'album 6pm di Manzanera nel 2004, e la produzione dell'album 50 Minutes Later dello stesso Manzanera nel 2005.
Nel 2011 viene pubblicata una rimasterizzazione di Mainstream dei Quiet Sun, contenente materiale inedito della seduta di registrazione del 1975.

## Il dopo carriera
Lasciata la musica, MacCormick si è immerso nella politica organizzando anche la campagna elettorale del Liberal Party. Tra le molte attività che ha svolto, vi sono quelle di direttore in una compagnia di ricerche di mercato, consigliere dei Liberal Democrats in una circoscrizione di Londra e webmaster dei siti web ufficiali dei Genesis e Phil Manzanera.

## Discografia

### Matching Mole
- 1972 Matching Mole
- 1972  Little Red Record

### Brian Eno
- 1973 Here Come the Warm Jets
- 1977 Before and After Science (EG Records)
- 1978 Music for Films (EG Records)

### Quiet Sun
- 1974 Mainstream

### Manzanera e 801
- 1974 Diamond Head
- 1976 801 Live (801). Island Records (ZC1 9444), CD Virgin Japan (VJD-28058) nel 1988
- 1977 Listen Now (801).	Polydor (2310 571), CD Virgin (EXPCD17) nel 2000
- 1978 K-Scope. Polydor (POLD 5011), CD Virgin Japan ed ÈG Records (VJCP-2504) nel 1990
- 1996 801 Live at Manchester University (801 live registrato nel 1977) Expression Records (EXVP2CD)
- 2000 801 Live @ Hull. (801 live registrato nel 1977) Expression Records
- 2004 6PM. Hannibal Records (HNCD 1471)

### Robert Wyatt
- 1975 Ruth Is Stranger Than Richard. Virgin (V 2034), CD Virgin (CDV 2034) nel 1999

### Random Hold
- 1979 Etceteraville
- 1980 The View from Here
- 2001 Overview (compilation di brani dal 1977 in poi)